# سازمان اطلاعات و امنیت ملی
سازمان اطلاعات ملی (به ترکی استانبولی: Millî İstihbarat Teşkilatı)(تلفظ فارسی:میلّی ایستیهبارات تِشکیلاتی) هم‌چنین بیشتر شناخته شده و مشهور با سرواژه «میت»، نام سازمان اطلاعاتی خارجی برون مرزی ترکیه است.مانند آژانس اطلاعات مرکزی آمریکا که وظیفه جمع آوری اطلاعات و جاسوسی جهانی را دارد در برابر آژانس امنیت ملی و اطلاعات ارتش آمریکا که برای امنیت داخلی هستند. 
میت دارای ۸ هزار پرسنل و افسر اطلاعاتی است. این سازمان نقشی گسترده در شکست کودتای ۱۵ ژوئیه ۲۰۱۶ در ترکیه داشت. این تصور عمومی وجود دارد که «میت» قدرتمندترین تشکیلات اطلاعاتی و امنیتی ترکیه و حتی خاورمیانه است. تمامی فعالیت های میت تحت نظارت مستقیم ریاست جمهوری ترکیه است. سازمان امنیت ملی این کشور رابطه نزدیک و ارتباطات و همکاری گسترده ای با دولت هایی که روابط عمیق دیپلماتیک با ترکیه دارند، دارد. مانند آژانس اطلاعات مرکزی آمریکا، موساد و سازمان‌های اطلاعاتی دولت های اروپای غربی نظیر سازمان اطلاعات فرانسه و سازمان اطلاعات فدرال آلمان دارد.
سازمان اطلاعات ترکیه گرچه با وزارت اطلاعات ایران تاکنون حتی روابط نزدیک و همکاری هایی همسوی هم داشته اند از جمله اینکه هر دو سازمان در شناسایی و ترور و جمع آوری اطلاعات برای دو دولت برای حملات گسترده به کردستان عراق و حتی ترکیه و نابودی گروه های تروریستی تجزیه طلب کُرد به خصوص پ.ک.ک همکاری کردند اما در برخی موارد اطلاعات ترکیه مخالف عقاید جمهوری اسلامی ایران کار می کند از جمله اینکه چندین بار میت جلوی ترور شهروندان اسرائیلی ترکیه که از سوی اطلاعات ایران تهدید به مرگ و انجام عملیات های ترور با عوامل رسمی یا گماشته شده داشته را گرفته است. مانند تیرماه سال ۱۴۰۱ که هفت نفر از عوامل اطلاعات ایران در رابطه با جاسوسی و قصد ترور شهروندان اسرائیلی توسط میت شناسایی و دستگیر شدند.سازمان میت،از سوی برخی منابع اطلاعاتی به پولشویی،قاچاق انسان و سلاح و... متهم میشود و به‌عنوان یک نیروی بسیار قدرتمند در این جرایم سازمان یافته متهم میشود اما این موضوع هیچگاه اثبات نشده.

## تاریخچه سازمان اطلاعات ملی
اطلاعات و امنیت در دوران عثمانی
در دربار عثمانی غیر از جاسوس‌های ویژه‌ای که به کشورهای مختلف اعزام می‌شدند، تشکیلات محرمانه‌ای نیز در همه شهرهای قلمرو عثمانی ریشه دوانده بود که از آنان به نام خفیه چی‌ها یاد می‌شد. نخستین تشکیلات رسمی و قانونی اطلاعات و امنیت در دوران عثمانی، در سالیانی به وجود آمد که در تاریخ ترکیه از آن به نام دوران زوال و از هم پاشی امپراتوری یاد می‌شود. در سال ۱۹۱۳ انور پاشای عثمانی یک سرویس اطلاعاتی امنیتی به نام «تشکیلات مخصوص» بنیاد نهاد. اعضای این تشکیلات در دوران جنگ جهانی اول کارهای مخفیانه و مأموریت‌های حساس بسیاری انجام دادند و در سال ۱۹۱۸ از هم پاشیده شد.
در سال ۱۹۱۸ و در دوران اشغال استانبول، طلعت پاشای عثمانی تشکیلات دیگری را به نام جمعیت پاسگاه تأسیس کرد.
این سازمان از ده‌ها کارآگاه تشکیلات خفیّه به وجود آمده و در حوزه نقل و انتقال محرمانه سلاح و مهمات، مأموریت‌های تأثیرگذاری انجام داد.
با این حال روابط پنهانی آنان با بلشویک‌های روس موجب شد تا این تشکیلات نیز در سال ۱۹۲۰ از هم پاشیده شود.
از این تاریخ به بعد و با فرارسیدن دوران نابودی امپراتوری عثمانی و تأسیس حکومت جمهوری ترکیه از سوی مصطفی کمال آتاترک، چندین بار برای ایجاد یک سازمان امنیتی تلاش صورت گرفت و هر بار نظامیان در راس آن قرار گرفتند. آتاترک در سال ۱۹۲۵ اعلام کرد: «ما نیز باید مانند همه دولت‌های معاصر و مدرن جهان صاحب یک سازمان امنیتی نیرومند باشیم.» در سال ۱۹۲۷ میلادی سازمان موردنظر آتاترک با نام «تشکیلات خدمات ملی» تأسیس شد و بالاخره در سال ۱۹۶۵ میلادی سرویس اطلاعاتی میت «ملی استخبارات تشکیلاتی» بر اساس قوانین تصویب شده در مجلس ملی ترکیه اعلام موجودیت کرد. در ترکیه رئیس این سرویس اطلاعاتی را مستشار می‌نامند و مقام مستشاری در این کشور معادل معاون نخست‌وزیر و بالاتر از رایزن نخست است. رئیس میت در عین حال معاون نخست‌وزیر نیز هست و این تشکیلات اطلاعاتی امنیتی مستقیماً زیر نظر نخست‌وزیر اداره می‌شود.

### هاکان فیدان و تحول در سازمان اطلاعات ملی ترکیه
در سال ۲۰۱۱ امره تانر از ریاست میت کنار رفت و هاکان فیدان ریاست سازمان میت را بر عهده گرفت. با آمدن هاکان فیدان تحول عظیمی در ساختار جامعه اطلاعاتی ترکیه انجام شد و حالت متمرکز به خود گرفت. در روش‌های کاری نیز تغییر به وجود آمد به‌طوری‌که فیدان در طرح خود برای سازمان میت به نام آنگلو ترک ترکیبی از روش‌های آمریکایی و انگلیسی و مقدار کمی از روش روس‌ها را به عنوان یک عامل پیش برنده برای مأموریت‌های اطلاعاتی سازمان ترکیه در نظر گرفت.
همچنین دروازه‌های میت را بر روی خبرنگاران با تأسیس سایت و گسترش آن گشود و در سایت نیز به خوبی به عملکرد و تاریخچه سازمان و سازوکارهای نظارتی آن اشاره دارد.

### فعالیت‌های سازمان میت
حوزه عملیات سازمان میت بسیار گسترده‌است، به‌طوری‌که هم‌اکنون در منطقه خاورمیانه در جریان بحران سوریه و عراق بسیار فعال است.
سازمان میت در منطقه اقلیم کردستان عراق به‌طور ویژه در دو حوزه نفت و گروه پ‌ک‌ک تمرکز کرده‌است. کشور ترکیه که در حال توسعه است،
نیاز شدیدی به نفت دارد و منطقه نفت خیز کردستان عراق یعنی منطقه کرکوک می‌تواند گزینه بسیار مناسبی برای تأمین نفت باشد.
برخی از منابع حاکی از آن است که در جریان بحران سوریه و عراق این سازمان یکی از حامیان داعش بوده‌است و بارها به‌طور غیر مستقیم از داعش حمایت کرده‌است
و در نتیجه داعش نیز در قبال این حمایت‌ها به ترکیه نفت ارزان تحویل می‌دهد. به‌طور کلی سیاست سازمان میت ترکیه سعی در تداوم بحران
و پیگیری منافع اقتصادی و سیاسی ناشی از این بحران است.
سازمان میت در منطقه خاورمیانه با سازمان‌های اطلاعاتی ایران در حال رقابت است به‌طوری‌که وزارت اطلاعات و سپاه قدس ایران هر دو در لیست
رقیبان این سازمان قرار دارند. سازمان میت با سازمان‌های اطلاعاتی کشورهای آمریکا، اسرائیل و عربستان سعودی رابطه کاری دارد و در مواردی
این سازمان همکاری‌هایی با آن‌ها داشته‌است.طی سال‌های اخیر،سازمان میت عملیات هایی در سراسر جهان،به ویژه در سوریه و یا عراق داشته که با هدف حذف و یا بازداشت سران پ.ک.ک و یا عملیات های شناسایی داشته.

## حمایت از داعش و دیگر گروه های تروریستی
خبرگزاری رویترز به نقش میت (دستگاه اطلاعاتی ترکیه) در تجهیز داعش بین سال‌های ۲۰۱۳ تا ۲۰۱۴ اشاره کرد و افزود میت انواع قطعات راکت، خمپاره‌انداز، اسلحه‌های نیمه سنگین و غیره را به داعش رسانده است. مجموعه اسناد طبقه بندی شده و مستند به دست آمده که توسط نشنال اینترست مشاهده شده به روشنی نشان می دهد که میان آژانس اطلاعات ملی ترکیه (MIT) و نیروهای رادیکال فعال در سوریه، تبانی و سازش وجود داشته و دارد. از روزهای نخستین سال 2016، در حدود 60 هزار شبه نظامی از بیش از 100 کشور از طریق ترکیه به سوریه رفتند. نهاد اطلاعاتی ترکیه پشتیبانی لجستیکی، مالی و نظامی را در اختیار این شبه نظامیان قرار داده و حتی تا جایی پیش رفت که بیمارستان ها خدمات درمانی را در اختیار رادیکال مجروح در میدان نبرد قرار می دادند.
در سال ۲۰۲۰، آژانس اتحادیه اروپا برای پناهندگی گزارش داد که بسیاری از گروههای مسلح مخالف در سوریه تحت کنترل تقریباً کامل سازمان اطلاعات ملی ترکیه (MIT) و وزارت دفاع ترکیه قرار دارند.

## آزادسازی زوج سالمند آلمانی از غزه
در ۱۳ فوریه سال ۲۰۲۴ زوج سالمند فلسطینی-آلمانی با عملیات سازمان اطلاعات ترکیه از غزه تخلیه شدند. لوآی البصیونی، مهندس تیم موشکی سازمان ناسا پس از اینکه پدر و مادر فلسطینی-‌آلمانی‌اش با آغاز جنگ در نوار غزه گیر افتادند با مراجعه به مقامات آلمانی و آمریکایی خواستار نجات والدین خود شد. با بی نتیجه ماندن پیگیری‌های البصونی از مسئولان آلمان و آمریکا، این مهندس با مراجعه به مسئولان ترکیه برای خارج کردن والدین بیمار خود از غزه درخواست کمک کرد. عملیات انتقال این زوج مسن توسط سازمان اطلاعات ترکیه به خارج از نوار غزه 4 روز طول کشیده و یکی از آمبولانس‌های حامل آنها نیز هدف حملات اسرائیل قرار گرفت و راننده آن جان باخت. این زوج فلسطینی-آلمانی در نهایت با عملیاتی موفق به سفارت ترکیه در قاهره پایتخت مصر منتقل شدند و از آنجا نیز به ترکیه انتقال یافتند. محمد الصیونی ۷۵ ساله و عالیا البصیونی ۷۰ ساله پس از انتقال به ترکیه در گفتگو با خبرنگار خبرگزاری ترکی آنادولو از مقامات ترکیه تشکر کردند.

## شناسایی تروریست‌های پ.ک.ک و ی.پ.گ در شمال سوریه
وزارت دفاع ملی ترکیه در اوایل سال ۲۰۲۴ کشته شدن ۵ تروریست پ.ک.ک/ی.پ.گ که برای حمله به مناطق عملیاتی شاخه زیتون و سپر فرات در شمال سوریه آماده می شدند را با همکاری گسترده میت انجام داد. "در بیانیه این وزارتخانه آمده است":«ما همچنان به اقدام به حملات تروریستی پاسخ متقابل می دهیم. نیروهای مسلح ترکیه با همکاری سازمان امنیت ملی ۵ تروریست پ.ک.ک/ی.پ.گ را که برای برهم زدن آرامش و محیط امنیتی در مناطق عملیاتی شاخه زیتون و سپر فرات آماده حمله بودند، از پای درآوردند». وزارت دفاع ملی ترکیه در ادامه گفته بود: مصمم هستیم که سرچشمه تروریست‌ها را خشک کنیم.

## افزایش اختیارات
در آوریل ۲۰۱۴ میلادی، پارلمان ترکیه با تصویب قانونی جدید اختیارات سازمان اطلاعات و امنیت ملی را افزایش داد. به این ترتیب سازمان اطلاعات ترکیه می‌تواند بدون حکم قانونی به جاسوسی و شنود تلفن‌های خصوصی در داخل و خارج از ترکیه بپردازد.